# 井上靖
井上靖（日语：井上 靖／いのうえ やすし，1907年5月6日—1991年1月29日）乃日本小說家與詩人，曾擔任日本筆會第九任會長，並獲得文化勳章、文化功勞者等。
2012年3月，諾貝爾委員會向《讀賣新聞》透漏，井上靖曾與安部公房並列為諾貝爾文學獎的候選人選。
在諾貝爾文學獎被推薦人資料庫中，井上靖出現在1969年諾貝爾文學獎的被推薦名單。

## 年譜
- 1907年（明治40年）：5月6日出生於北海道旭川町（今旭川市），乃軍醫井上隼雄和井上八重之長男。其父井上隼雄出身伊豆，後入贅井上家，而後者為靜岡縣伊豆湯島町（現已併入伊豆市）的醫生世家。
- 1908年（明治41年）：在大韓帝國從軍的井上隼雄返回八重之故里靜岡縣伊豆湯島（今伊豆市湯島）。
- 1912年（大正元年）：雙親離開伊豆湯島，留下井上靖一人委由戶籍上的祖母加乃（かの）照料[4]。
- 1914年（大正3年）：進入湯島尋常小學校[5]就讀。
- 1920年（大正9年）：進入濱松師範附屬尋常高等小學校就讀，入學前參加濱松中學的考試卻落榜。同年，戶籍上的祖母去世。
- 1921年（大正10年）：以第一名進入靜岡縣立濱松中學校（今改稱靜岡縣立濱松北高等學校）就讀。
- 1922年（大正11年）：轉學至靜岡縣立沼津中學校（今改稱靜岡縣立沼津東高等學校），借宿在親戚家。
- 1927年（昭和2年）：就讀石川縣金澤市的第四高等學校理科，並加入柔道部。
- 1929年（昭和4年）：退出柔道部，投入文學活動。
- 1930年（昭和5年）：自第四高等學校理科畢業。以「井上泰」為筆名，投稿至北陸四縣詩人創辦的《日本海詩人》雜誌，開始創作新詩。同年進入九州帝國大學法文學部[6]英文科就讀，住宿在福岡縣福岡市中央區的唐人町。
- 1932年（昭和7年）：改就讀京都帝國大學文學部哲學科。
- 1935年（昭和10年）：與同校教授足立文太郎的女兒足立文結婚。
- 1936年（昭和11年）：自京都帝國大學文學部哲學科畢業。由於創作《流轉》入選《周日每日周刊（日语：サンデー毎日）》的小說徵文（亦即千葉龜雄獎），遂進入每日新聞社大阪總部學藝部工作。同年中日战争之故，井上靖受徵召入伍，但翌年因罹患腳氣病提早退伍。復返回每日新聞社大阪總部學藝部，而且名作家山崎豐子乃其部屬。二戰結束後，他升官至學藝部副部長，圍棋的本因坊戰和將棋的名人戰皆由他主持籌備。
- 1950年（昭和25年）：以短篇小說《鬥牛》獲得第22回芥川龍之介獎。
- 1951年（昭和26年）：辭去每日新聞社的工作，為了創作取材和巡迴演講，開始在日本國內旅行。
- 1957年（昭和32年）：首度拜訪中國大陸。
- 1964年（昭和39年）：入選日本藝術院會員。
- 1969年（昭和44年）：就任日本文藝家協會理事長。
- 1976年（昭和51年）：獲得日本文化勳章。
- 1981年（昭和56年）：獲選日本筆會第九任會長。
- 1982年（昭和57年）：自本年起開始擔任世界和平七人委員會（日语：世界平和アピール七人委員会）委員。
- 1986年（昭和61年）：因食道癌住進日本國立癌症中心（（日語）国立がんセンター）接受開刀治療。
- 1988年（昭和63年）：擔任奈良絲綢之路博覽會（日语：なら・シルクロード博覧会）的綜合製作人一職。
- 1991年（平成3年）：1月29日因急性肺炎在日本國立癌症中心過世，享壽83歲。死後葬在靜岡縣伊豆市，戒名為「峰雲院文華法德日靖居士」，喪禮委員長為司馬遼太郎。

## 寫作風格
井上靖的小說作品具有以現代為背景（如《獵槍》、《鬥牛》、《冰壁》）、自傳色彩強烈（如《檜伯的故事》、《我的母親手記》）、歷史小說等特色。歷史小說方面，日本史著重戰國時代（如《風林火山》、《真田軍記》、《淀君日記》），中國史則多以西域為取材來源（如《敦煌》、《樓蘭》、《天平之甍》）。他的作品多次被改編成電影、電視劇、舞台劇，歷史小說作品也被翻譯成各國語言；他擔任日本筆會第九任會長期間，也曾被認為是諾貝爾文學獎熱門人選。《讀賣新聞》在2012年3月23日採訪諾貝爾文學獎評審委員會會長培·偉斯特貝利（（瑞典文）Per Wästberg）時，後者表示「井上靖曾被我們非常認真地討論過」。
《しろばんば》、《夏草冬濤》、《北之海》等作品的男主角伊上洪作，則是以井上靖自身為範本，描寫幼年至青年的自傳性小說：《しろばんば》描述他在伊豆湯島町（現已併入伊豆市）渡過的童年、《夏草冬濤》敘述他在靜岡縣立沼津中學校（今改稱靜岡縣立沼津東高等學校）的學生時期、《北之海》則描繪他自沼津中學校畢業後近一年等待升學的日子，包括他參加石川縣金澤市第四高等學校的柔道社團生活。在這些作品中，他也將實際生活裡的周遭人物寫入小說裡，特別是《しろばんば》的「阿縫奶奶」，乃是以外曾祖父井上潔之偏房、戶籍上的祖母「加乃」，正是他人生中不可或缺的部分。另外，井上靖的晚年三部作《花之下》、《月光》、《雪之面》，乃是描寫他親生母親八重的老年心境。

## 得獎紀錄
- 1936年：《流轉》獲得千葉龜雄獎。
- 1950年：《鬥牛》獲得芥川龍之介獎。
- 1958年：《天平之甍》獲得藝術選獎文部科學大臣獎。
- 1959年：《冰壁》獲得日本藝術院獎。
- 1960年：《敦煌》、《樓蘭》獲得每日藝術獎。
- 1961年：《淀君日記》獲得第12屆野間文藝獎。
- 1964年：《風濤》獲得第15屆讀賣文學獎。
- 1969年：《俄羅斯國醉夢談》獲得第一屆日本文學大獎，同年編集之《莫賴斯全集》（（日語）モラエス全集）獲得葡萄牙恩里克王子（（葡萄牙文）Infante D. Henrique）勳章。
- 1976年：獲得日本文化勳章、文化功勞者等榮譽。
- 1980年：獲得第28屆菊池寬獎。
- 1981年：獲得NHK放送文化獎、《天平之甍》獲得佛教文化獎。
- 1982年：《本覺坊遺文》獲得日本文學大獎。
- 1984年：獲得朝日獎。
- 1986年：中國北京大學授予榮譽博士學位。
- 1989年：《孔子》獲得第42屆野間文藝獎。

## 著作[7]

### 長篇小說
- 《流轉》，有文堂，1937年。
- 《那個人的名字無法說出》，〈文春文庫〉，新潮社，1950年。
- 《黯潮》，文藝春秋新社，1950年。
- 《白牙》，新潮社，1951年。
- 《戰國無賴》，每日新聞社，1951年。
  - 繁體中文版：劉惠禎譯，遠流出版公司，1990年4月16日，ISBN 957320455X。
  - 簡體中文版《浪人》：蘇枕書譯，時代文藝出版社，2013年4月，ISBN 9787538741742。
- 《青衣人》，新潮社，1952年。
  - 繁體中文版：鄭凱譯，大嘉出版社，1988年。
  - 繁體中文版：林水福譯，花田出版社，ISBN 9789578936546。
- 《黑暗平原》，筑摩書房，1952年。
- 《檜伯的故事》，新潮社，1953年。
- 《昨日與明日之間》，朝日新聞社，1953年。
- 《風林火山》，新潮社，1953年。
  - 繁體中文版：林樹奇譯，東府出版社，1979年5月1日。
  - 繁體中文版：洪維揚譯，遠流出版公司，2007年11月16日，ISBN 9789573261957。
  - 簡體中文版：許寧譯，重慶出版社，2008年7月1日，ISBN 9787536698536。
- 《明天來的人》，筑摩書房，1954年。
- 《淀君日記》，文藝春秋新社，1955年。
  - 繁體中文版《戰國紅顏》：林水福譯，遠流出版公司，1991年3月15日，ISBN 9573201240。
- 《漲潮》，新潮社，1955年。
  - 繁體中文版：黃臨芳譯，花田出版社，1995年5月1日，ISBN 9789578936324。
- 《黑蝶》，新潮社，1955年。
  - 繁體中文版：李永熾譯，久大文化股份有限公司，1989年。
  - 繁體中文版：李永熾譯，花田出版社，1995年9月1日，ISBN 9789578936539。
- 《射程》，新潮社，1956年。
  - 繁體中文版：曾美莉譯，希代書版，1987年10月1日。
- 《冰壁》，新潮社，1956年。
  - 繁體中文版《冰層下》：劉慕沙譯，希代書版，1993年。
  - 繁體中文版：劉華亭譯，星光出版社，1994年。
- 《天平之甍》，中央公論社，1957年。
  - 繁體中文版：謝鮮聲譯，三三書坊，1993年1月1日。
  - 繁體中文版：張蓉倍譯，花田出版社，1995年9月1日，ISBN 9789578936522。
- 《海峽》，角川書店，1957年。
- 《敦煌》，講談社，1959年。
  - 繁體中文版：王家成譯，皇冠文化教育奬助基金會，1980年。
  - 繁體中文版：劉慕沙譯，遠流出版公司，1993年4月13日，ISBN 9573225700。
  - 簡體中文版：北京十月文藝出版社，2010年10月1日，ISBN 9787530210505。
- 《某落日》，角川書店，1959年。
- 《蒼狼》，文藝春秋新社，1959年。
  - 繁體中文版：林水福譯，遠流出版公司，1989年11月16日，ISBN 9573201747。
  - 繁體中文版《蒼狼─成吉思汗》：林水福譯，遠流出版公司，1995年6月1日，ISBN 9573226030。
- 《渦》，新潮社，1959年。
- 《雪蟲》[8]，中央公論社，1960年。
- 《崖》，文藝春秋社，1961年。
- 《憂愁平野》，新潮社，1961年。
- 《城砦》，每日新聞社，1962年。
- 《楊貴妃傳》，中央公論社，1963年。
  - 繁體中文版：江靜芳譯，遠流出版公司，1992年4月16日，ISBN 9573215322。
- 《風濤》，講談社，1963年。
- 《夏草冬濤》，新潮社，1964年。
- 《後白河院》，筑摩書房，1964年。
- 《化石》，講談社，1965年。
- 《俄羅斯國醉夢談》，文藝春秋社，1966年。
- 《綿津見》，岩波書店，1966年。
- 《夜之聲》，新潮社，1967年。
  - 繁體中文版：李永熾譯，花田出版社，1995年9月1日，ISBN 9789578936508。
- 《西域物語》，朝日新聞社，1968年。
  - 繁體中文版《西域的故事》：李永熾譯，國語日報社，1982年。
- 《額田女王》，每日新聞社，1968年。
- 《北之海》，中央公論社，1968年。
- 《欅之木》，集英社，1970年。
- 《四角船》，新潮社，1970年。
- 《星與祭》，朝日新聞社，1971年。
- 《年幼日子之事》，每日新聞社，1972年。
- 《流沙》，每日新聞社，1977年。
  - 繁體中文版：李峰吟譯，東思社，1995年。
- 《本覺坊遺文》，講談社，1981年。
- 《孔子》，新潮社，1989年。
  - 繁體中文版：劉慕沙譯，時報文化，1990年7月5日，ISBN 9789571301556。

### 短篇小說
- 《獵槍》[9]，1949年。
- 《鬥牛》，文藝春秋新社，1950年。
  - 繁體中文版《守靈夜的訪客》：劉慕沙譯，麥田出版，1995年10月1日，ISBN 9789577082718，收錄《獵槍》、《鬥牛》、〉、《守靈夜的訪客》、《棄媼》、《脫落的時間》等五篇。
- 《死與戀與波》，養德社，1950年。
- 《雷雨》，新潮社，1950年。
- 《一名冒名畫家的生涯》，創元社，1951年。 
  - 繁體中文版：文鏡出版社，1993年。
- 《春之嵐》，創元社，1952年。
- 《黃色袋子》，小說朝日社，1952年。
- 《綠的朋友》，每日新聞社，1952年。
- 《幼犬與香水瓶》，文藝春秋新社，1952年。
- 《 风·云·城砦》，新潮社，1953年。
  - 陆版：张梅译，重庆出版社，2024年，ISBN 978-7-229-18885-6。
- 《末裔》，新潮社，1954年。
- 《花與波濤》，大日本雄辯會講談社，1954年。
- 《異域之人》，大日本雄辯會講談社，1954年。
- 《藍的照明》，山田書店，1954年。
- 《風吹過》，現代社，1954年。
- 《愛》，雲井書店，1954年。
- 《霧之道》，雲井書店，1954年。
- 《春天的海圖》，現代社，1954年。
- 《伊那的白梅》，光文社，1954年。
- 《橄欖地帶》，大日本雄辯會講談社，1954年。
- 《星星眨眨眼》，同和春秋社，1954年。
- 《美也和六人的戀人》，光文社，1955年。
- 《騎手》，筑摩書房，1955年。
- 《夢見之沼》，大日本雄辯會講談社，1955年。
- 《那天那樣的時刻》，東方社，1956年。
- 《魔之季節》，每日新聞社，1956年。
- 《把野地分成之風》，創藝社，1956年。
- 《棄媼》，新潮社，1956年。
- 《七人紳士》，三笠書房，1956年。
- 《孤猿》，河出書房，1956年。
- 《某段愛情》，三笠書房，1956年。
- 《真田軍記》，新潮社，1957年。
- 《山湖》，角川書店，1957年。
- 《白炎》，新潮社，1957年。
- 《白風赤雲》，角川書店，1957年。
- 《這次輪到我》，文藝春秋新社，1957年。
- 《少年》，角川書店，1957年。
- 《藍色小船》，光文社，1958年。
- 《搖晃的耳飾》，講談社，1958年。
- 《滿月》，筑摩書房，1958年。
- 《樓蘭》，講談社，1959年。
  - 繁體中文版：劉慕沙譯，遠流出版公司，1995年7月21日，ISBN 9789573226000。
- 《波濤》，講談社，1959年。
- 《旅路》，人文書院，1959年。
- 《朱門》，文藝春秋新社，1959年。
- 《河口》，中央公論社，1960年。
- 《川》，有紀書房，1960年。
- 《群舞》，每日新聞社，1961年。
- 《白色街道》，面白俱樂部，1961年。
- 《半島》，有紀書房，1962年。
- 《洪水》，新潮社，1962年。
- 《冰凍之樹》，講談社，1964年。
- 《異國之旅》，每日新聞社，1964年。
- 《羅刹女國》，文藝春秋新社，1965年。
- 《西域小説集》，講談社，1965年。
- 《燭台》，講談社，1965年。
- 《傾斜的海》，文藝春秋社，1966年。
- 《天城之雲》，大和書房，1968年。
- 《月光》，講談社，1969年。
  - 繁體中文版：正義出版社，1993年1月1日。
- 《崑崙之玉》，文藝春秋，1970年。
- 《羅馬之宿》，新潮社，1970年。
- 《土之繪》，集英社，1972年。
- 《燃燒火焰的海》，集英社，1973年。
- 《茜雲》，新潮社，1973年。
- 《桃李記》，新潮社，1974年。
- 《我的母親手記》，講談社，1975年。
- 《花壇》，角川書店，1976年。
- 《逝去的每一天》，日本經濟新聞社，1977年。
- 《盛裝》，文藝春秋社，1977年。
- 《戰國城砦群》，文藝春秋社，1977年。
- 《地圖上沒有的島嶼》，文藝春秋社，1977年。
- 《兵鼓》，文藝春秋社，1977年。
- 《月光、遠海》，文藝春秋社，1977年。
  - 繁體中文版《寧靜的遠海》：嶺月譯，故鄉出版社，1988年7月30日。
  - 繁體中文版《遠海》：正義出版社，1993年1月1日。
- 《紅花》，文藝春秋社，1977年。
- 《年輕的怒濤》，文藝春秋社，1977年。
- 《銀色的梯子－小兔子比洛的故事》（井上靖的童話故事），小學館，1980年。
- 《西行》，學習研究社，1982年。
- 《異國之星》，講談社，1984年。
- 《石濤》，新潮社，1991年。
- 《補陀落渡海記》，講談社，2000年。

### 詩集
- 《旁觀者》，新潮社，1951年。
- 《北國》，東京創元社，1958年。
- 《地中海》，新潮社，1962年。
- 《運河》，筑摩書房，1967年。
- 《季節》，講談社，1971年。
- 《遠征路》，集英社，1976年。
- 《井上靖全詩集》，新潮社，1979年。
- 《井上靖絲路詩集》，日本放送出版協會，1982年。
- 《乾河道》，集英社，1984年。
  - 繁體中文版：喬遷譯，九歌出版社，1997年1月10日，ISBN 9789575605100。
- 《星闌干》，集英社，1990年。
  - 繁體中文版：喬遷譯，九歌出版社，1999年11月29日，ISBN 9789575606374。

### 小品文、隨筆
- 《與美麗邂逅》，文藝春秋社，1973年。
- 《卡洛斯四世家族－小説家的美術記事》，中央公論社，1974年。
- 《我的一期一會》，每日新聞社，1975年。
- 《歷史的光與影》，講談社，1979年。
- 《我中間的風景-現代之隨想》，日本書籍，1979年。
- 《故里之鏡－隨想集》，風書房，1979年。
- 《梵谷的星月夜－小説家的美術記事》，中央公論社，1980年。
- 《立於河岸邊－歷史之川、沙漠之川》，平凡社，1986年。
- 《倫勃朗的自畫像－小説家的美術記事》，中央公論社，1986年。
- 《日本古寺巡禮》，法藏館，1992年。

### 紀行、其他
- 《六人作家》，河出書房新社，1973年。
- 《歷史小説的周圍》，講談社，1973年。
- 《我的文學軌跡》，井上靖口述，篠田一士、辻邦生合撰，中央公論社，1977年。
- 《遺跡之旅、絲綢之路》，新潮社，1977年。
- 《四季之雁書－往復書簡》，井上靖、池田大作合著，潮出版社，1977年。
- 《去西域》，井上靖、司馬遼太郎合著，潮出版社，1978年。
- 《歴史之旅―井上靖對談集》，創林社，1980年。
- 《美麗的蒼寂－人、工作、作品》，集英社，1980年。
- 《作家點描》，講談社，1981年。
- 《探訪日本的古寺＜全15巻＞》，小學館監修，1981年。
- 《探訪貴霜帝國遺跡》，潮出版社，1982年。
- 《亞歷山大之道》，井上靖、平山郁夫合著，文藝春秋社，1982年。
- 《歷史、文學、人生》，牧羊社，1982年。
- 《我的西域紀行》，文藝春秋社，1983年。
  - 簡體中文版《穗高的月亮》：鄭民欽譯，中國河北教育出版社，2002年6月，ISBN 7-5434-4643-X。
- 《不能忘記的藝術家們》，新潮社，1983年。
- 《美的遍歷－與半世紀的藝術家相遇》，每日新聞社，1984年。

### 全集
大日本雄辯會講談社
- 井上靖作品集，全5卷，1954年。

三笠書房
- 井上靖長篇小説選集，全8卷，1957-1958年。

新潮社
- 井上靖文庫，全26卷，1960-1963年。
- 井上靖小説全集，全30卷，1972-1974年。
- 井上靖全集，全28卷（監修：司馬遼太郎、大岡信、大江健三郎），1995-1997年。

岩波書店
- 井上靖歴史小説集，全11卷，1981-1982年。
- 井上靖歴史記行文集，全4卷，1992年。
- 井上靖短篇集，全6卷，1998年。

學習研究社
- 井上靖小品文全集，全10卷，1983-1984年。
- 井上靖自傳小説集，全5卷，1985年。

## 其他相關
施設
- 井上靖紀念館（北海道旭川市）

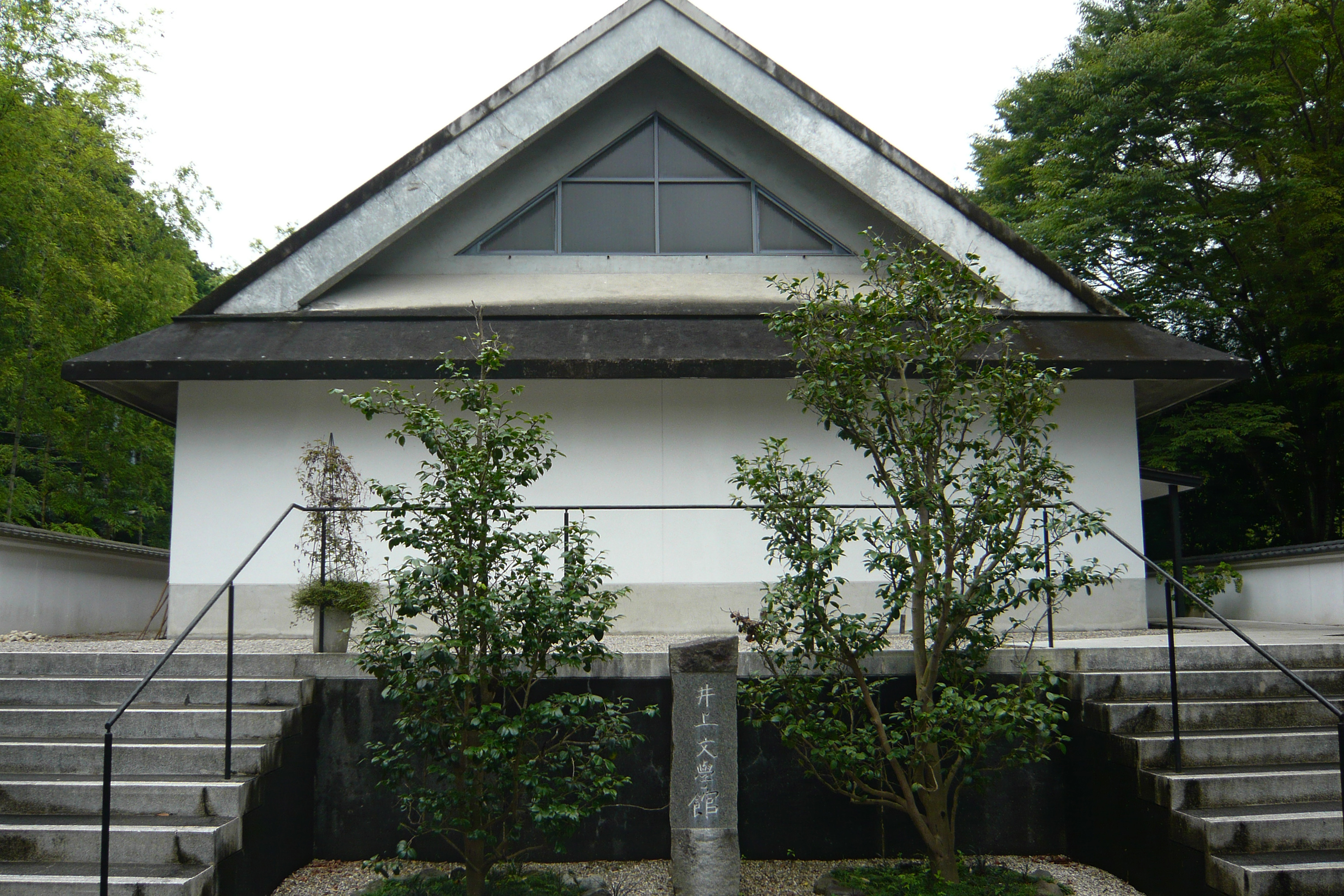
井上靖文學館

- 亞細亞博物館井上靖紀念館（鳥取縣米子市大篠津町）
- 井上靖文學館（靜岡縣駿東郡長泉町）

其他
- 日本中國文化交流協會：井上靖與中島健蔵、千田是也、團伊玖磨等人共同創辦。

## 备注
1. ↑  1930年投稿《日本海詩人》雜誌時曾使用此筆名。
2. ↑  安部公房は受賞寸前だった…ノーベル委員長語るYOMIURI ONLINE2012年3月23日
3. ↑  .   [2022-09-27]. （原始内容存档于2022-09-29）.
4. ↑  加乃並非井上靖之直系血親，而是井上靖外曾祖父井上潔之偏房，故稱「戶籍上的祖母」。詳情請參考（日語）井上靖文学館 （页面存档备份，存于），第一段。
5. ↑  日本明治維新至第二次世界大戰期間初等教育的機構名稱。
6. ↑  並非法文系，而是人文科學和社會科學的學院。
7. ↑  以下作品若無授權中文版者，名稱皆只是暫譯而已。
8. ↑  原文作《しろばんば》，此乃「雪蟲」之俗稱，因找不到適當之譯名，故暫以「雪蟲」代替。
9. ↑  雖然本作收錄在《鬥牛》裡，但是其發表時間比後者早。